# Championnats d'Europe de beach-volley 2003
 (janvier 2025).
Si vous disposez d'ouvrages ou d'articles de référence ou si vous connaissez des sites web de qualité traitant du thème abordé ici, merci de compléter l'article en donnant les références utiles à sa vérifiabilité et en les liant à la section « Notes et références ».
Navigation
Édition précédente Édition suivante
Les championnats d'Europe de beach-volley 2003, onzième édition des championnats d'Europe de beach-volley, ont eu lieu du 27 au 31 août 2003 à Alanya, en Turquie. Ils ont été remportés par les Autrichiens Clemens Doppler et Nikolas Berger chez les hommes et par les Allemandes Stephanie Pohl et Okka Rau chez les femmes.